# Мауриландия
Мауриландия (порт. Maurilândia) — муниципалитет в Бразилии, входит в штат Гояс. Составная часть мезорегиона Юг штата Гояс. Входит в экономико-статистический микрорегион Судуэсти-ди-Гояс. Население составляет 13 170 человек на 2016 год. Занимает площадь 389,697 км². Плотность населения — 29,56 чел./км².
Праздник города — 14 ноября.

## История
Город основан в 1963 году.

## Статистика
- Валовой внутренний продукт на 2014 год составляет 180 268,00 реалов (данные: Бразильский институт географии и статистики)[1].
- Валовой внутренний продукт на душу населения на 2014 год составляет 14 153,11 реала (данные: Бразильский институт географии и статистики)[1].
- Индекс человеческого развития на 2010 год составляет 0,677 (данные: Программа развития ООН)[2].